# كيري براون
كيري براون هو مصارع هاوي كندي، ولد في 1 فبراير 1958 في وينيبيغ في كندا، وتوفي بنفس المكان في 10 سبتمبر 2009 بسبب فشل الكبد.

## وصلات خارجية
- كيري براون على موقع CageMatch worker (الإنجليزية)